# Родригес, Исабель
Исабель Родригес Гарсия (исп. Isabel Rodríguez García; род. 5 июня 1981, Абенохар, Кастилия-Ла-Манча) — испанский политический и государственный деятель. Член Испанской социалистической рабочей партии (PSOE). . В прошлом — министр территориальной политики и официальный представитель правительства (2021—2023), мэр Пуэртольяно (2019—2021), член Сената Испании (2003—2007) и член Конгресса депутатов Испании (2011—2019) от избирательного округа Сьюдад-Реаль.

## Биография
Родилась 5 июня 1981 года в Абенохаре в провинции Сьюдад-Реаль.
В 15 лет вступила в молодёжную организацию Испанской социалистической рабочей партии.
Изучала право в Университете Кастилии-Ла-Манчи.
В 2003—2007 годах — член Сената Испании от избирательного округа Сьюдад-Реаль. Избрана по результатам парламентских выборов 2004 года, получила 139 873 голосов и являлась самой молодой женщиной-сенатором.
В 2007 году стала министром по делам молодёжи в правительстве сообщества Кастилия-Ла-Манча, с 2008 года — пресс-секретарь правительства сообщества Кастилия-Ла-Манча.
По результатам парламентских выборов 2011 года избрана членом Конгресса депутатов Испании в избирательном округе Сьюдад-Реаль. Переизбрана на выборах 2015 и 2016 годов.
По результатам муниципальных выборов 2019 года Испанская социалистическая рабочая партия получила 10 из 21 мест в городском совете Пуэртольяно. 16 июня 2019 года Исабель Родригес избрана городским советом мэром Пуэртольяно.
12 июля 2021 года назначена министром территориальной политики и официальным представителем правительства во втором кабинете Санчеса.
21 ноября 2023 года назначена министром жилищного строительства и городской повестки дня Испании в третьем кабинете Педро Санчеса.